# Karl von Schebler
Karl Ritter von Schebler (* 1818; † Juli 1891 in München) war ein deutscher Jurist. Er war Präsident des Bayerischen Obersten Landesgerichts in München, Geheimrat und Exzellenz.

## Leben
Er studierte an der Julius-Maximilians-Universität Würzburg Medizin und wurde im Jahre 1837 in das Corps Moenania recepiert (xxx). Noch in Würzburg promovierte zum Dr. med. h. c.
Am 30. Dezember 1883 erhielt Karl von Schebler, damals als Präsident des Oberlandesgerichts Bamberg, das Komturkreuz des Verdienstordens der Bayerischen Krone.
Im Jahre 1884 wurde er auf das "höchste bayerische Richteramt berufen". Damit war er Präsident des Bayerischen Obersten Landesgerichts in München, Geheimrat und Exzellenz.
Er wurde am 1. August 1891 in München „[g]egen Nachmittag 4 Uhr [...] im südlichen Friedhofe der Präsident des höchsten bayer. Gerichtshofes, der Präsident des obersten Landesgerichts Dr. Karl Ritter v. Schebler, unter außerordentlicher Theilnahme von Justiz und Verwaltungsbeamten zur letzten Ruhe gebettet. Dem reichgeschmückten Sarge, an welchem die hohen Orden des Verstorbenen angebracht waren, folgten nach den nächsten Leidtragenden Justizminister Frhr. v. Bronrod mit Ministerialrath v. Rastner, [...] Präsident von Stählin, Präsident v. Braunwart, der Präsident des Oberlandesgerichts, sämmtliche in Uniform, Polizeidirektor Baron Welser, Bürgermeister Dr. von Widenmayer mit einigen Mitgliedern der städt. Kollegien, eine Deputation der Würzburger 'Mönania' und mehrere Rechtsanwälte. Am Grabe ließ Se. R. Hoheit der Prinz-Regent, um den treuen Diener noch im Tode zu ehren, einen prachtvollen Kranz niederlegen, weiter spendeten noch Kränze die Mitglieder des obersten Landesgerichts, der Chef der Geheimkanzler Generallieutenant Frhr. v. Freyschlag, dann das Korps 'Mönania', dem der Verstorbene während seiner Universitätszeit angehörte“.